# Колона Стационе (Рим)
Колона Стационе је насеље у Италији у округу Рим, региону Лацио.
Према процени из 2011. у насељу је живело 38 становника. Насеље се налази на надморској висини од 240 м.